# Улица Василия Прохорского
Улица Василия Прохорского (укр. Вулиця Василя Прохорського) — улица в Новозаводском районе города Чернигова. Пролегает от улицы Любечская до улицы Мартына Небабы, исторически сложившаяся местность (район) Красный Хутор.
Примыкают улицы Андрея Мовчана, Длинная.
По названию улицы именуется остановка общественного транспорта, расположенная на Любечской улице.

## История
Ленинградская улица — в честь города Ленинград — проложена в 1930-е годы. Была застроена индивидуальными домами.
12 февраля 2016 года улица получила современное название — в честь общественного активиста, Героя Украины, уроженца Черниговщины Василия Петровича Прохорского, согласно Распоряжению городского главы В. А. Атрошенко Черниговского городского совета № 46-р «Про переименование улиц и переулков города» («Про перейменування вулиць та провулків міста»)

## Застройка
Пролегает в северо-восточном направлении, параллельно Красной и Полесской улицам. Парная и непарная стороны улицы заняты усадебной застройкой. 
Учреждения: нет